# Miss Balaton
A Miss Balaton egy évenkénti megrendezésű magyar szépségverseny.

## Története
A verseny 1999-ben indult a Sportvonal Produkció szervezésében; Bekes József újságíró ötlete alapján. 2001-ben fő szponzora nevét felvéve Lee Miss Balaton 2001 néven rendezték meg.
2002 és 2008[forrás?] között a verseny fő szponzora a Sió-Eckes Kft., így a rendezvény neve Sió Miss Balaton volt kivéve 2005-ben, amikor a verseny neve a főszponzor után Gilette Venus Miss Balaton volt.
2007-ben a Sió alapításának 30. évfordulóját ünnepelte, ez alkalommal az 1977-ben születettek számára külön versenyt hirdettek Sió Miss Balaton '77 néven.
2008-ban ünnepelte 10 éves fennállását, melynek alkalmából megrendezték a Miss Balaton Plusz 2008 versenyt is. Eme utóbbi verseny célja az volt, hogy azok, akik a verseny első évében, az jelentkezés életkori megkötései miatt már nem indulhattak, a 10 éves évfordulón mégis részt vehessenek a megmérettetésen. Ebben az évben Bódogh Edina lett a verseny igazgatója, aki korábban maga is részt vett a versenyen, a versenyt pedig új rendező, a Miss Balaton Kft. szervezte.
2009 és 2011[forrás?] között a verseny elmaradt, mivel az egyik meghatározó szponzor visszalépett a rendezvény támogatásától.
A verseny győztesei között volt olyan, aki kisebb nemzetközi szépségversenyen indult.
2014-ben újra megszervezték a versenyt, mégpedig egy új tulajdonos, a BM Park Kft. szervezésében. Az esemény döntőjére ebben az évben és azóta is Balatonfüreden kerül sor augusztusban.
A járványhelyzet következtében sem 2020-ban, sem 2021-ben nem került sor új királynő választására. Ehelyett 2021-ben egy exkluzív bemutató keretében gálát tartottak.  2023 évben az újranyitott Anna Grand Hotel dísztermében a Miss Balaton gála került megrendezésre, ahol divatbemutatón vonultak fel a korábbi évek nyertesei, azonban új királynőt csak a 2024-es verseny során választottak.

### Versenyigazgatók
- 1999–2000: Bekes József
- 2001–2003: Végvári Tímea
- 2004–2007: Modroczky Tímea
- 2008–: Bódogh Edina

### A nevezés feltételei és díjai
A Miss Balaton verseny nevezési feltételei megegyeznek más szépségversenyek hasonló feltételeivel. A jelentkezőnek hajadonnak és gyermektelennek kell lennie, és 18-26 év közöttinek és nem jelenhettek meg róla kompromittáló fotók semmilyen médiumban. A jelentkezéshez önéletrajzot, benne a testméretekkel (súly, magasság, derék-, mell- és csípőméretek) valamint egész alakos és portréfotót kell benyújtani a verseny honlapján megadott címre postai úton vagy személyesen.
A verseny fődíja egy személygépkocsi, melyet a győztes nyer meg. Ezenkívül különdíjak formájában tárgynyereményeket valamint modell- és reklámszerződéseket adnak át.
A 2014-es versenyen a korhatárt kitolták, 18 és 28 év közötti hölgyek nevezhettek a versenybe.
A Miss Balaton 2024 Szépségversenyre úgy határozták meg a jelentkezők életkorát, hogy a döntő napjáig a 17. életévét betöltő és a 29. életévét be nem töltő hölgyek jelentkezhettek. A 18. életévüket még be nem töltő jelentkezőknek a szülői hozzájárulást is előírták.

### Érdekességek

#### Többször versenyzők
Egyes versenyzők többször is megpróbálkoznak a cím elnyerésével, ezért a verseny 10 éve alatt a 10 győztesből 6 a győzelmét megelőző években is részt vett már a rendezvényen:
- Papp Lili: 2008 (győzelem), 2005 (döntős)
- dr. Finta Eszter: 2007 (győzelem), 2006 (döntős)
- Zimány Linda: 2006 (győzelem), 2003 (döntős)
- Jónás Eszter: 2004 (győzelem), 2003 (döntős)
- Kozma Glória: 2001 (győzelem), 2000 (döntős)
- Magony Szilvia: 2000 (győzelem), 1999 (döntős)

Rajtuk kívül a helyezettek és más döntősök is többször részt vettek már a versenyben, akár kettőnél többször is.

#### Más versenyek győztesei a mezőnyben
A versenyen részt vettek olyan versenyzők is, akik más országos rendezésű szépségversenyt is megnyertek.
- Bodri Krisztina: Miss Balaton 2005-döntős, Miss World Hungary 2007 győztes
- Dammak Jázmin: Miss Balaton 2007-2. helyezett, Miss Universe Hungary 2008 győztes, Miss Hungary 1999 győztes
- Oláh Noémi: Miss Balaton 2007-döntős, Miss Hungary 2005 győztes
- Polgár Ildikó: Miss Balaton 2006 és 2007 döntős, Miss Hungary 2008 győztes
- Polgár Krisztina: Miss Balaton 2005-2. helyezett, Miss Earth Hungary 2008 győztes
- Proksa Szandra: Miss Balaton 2001-döntős, Miss Universe Hungary 2005 győztes
- Serdült Orsolya: Miss Balaton 2007 döntős, Miss World Hungary 2009 győztes
- Maximovits Anett: Miss Balaton 2006-3. helyezett, Miss Hungary 2009 győztes

## Győztesek
A táblázat a győztesek nevét, valamint annak a nemzetközi szépségversenynek a nevét és az ott elért helyezést tartalmazza, ahol a győztes Miss Balatonként indult.
| Év                                                | Miss Balaton       | Nemzetközi verseny      | Eredmény    |
| ------------------------------------------------- | ------------------ | ----------------------- | ----------- |
| 1999                                              | Jandzsó Réka       |                         |             |
| 2000                                              | Magony Szilvia     |                         |             |
| 2001                                              | Kozma Glória Lilla |                         |             |
| 2002                                              | Lengyel Andrea     |                         |             |
| 2003                                              | Sándor Orsolya     |                         |             |
| 2004                                              | Jónás Eszter       |                         |             |
| 2005                                              | Gombosi Adrienn    |                         |             |
| 2006                                              | Zimány Linda       | Queen of the World 2006 | 2. helyezés |
| 2007                                              | Finta Eszter Klára |                         |             |
| 2008                                              | Papp Lili          |                         |             |
| 2009 és 2013 között a versenyt nem rendezték meg! |                    |                         |             |
| 2014                                              | Király Lili        |                         |             |
| 2015                                              | Viczián Csilla     |                         |             |
| 2016                                              | Nagypál Krisztina  |                         |             |
| 2017                                              | Rákos Lili         |                         |             |
| 2018                                              | Tóth Lilla Hanna   |                         |             |
| 2019                                              | Balogh Eleni       |                         |             |
| 2022                                              | Csupor Olívia      |                         |             |
| 2024                                              | Bábel Virág        |                         |             |

## Versenyek

### 2024
Miss Balaton 2024
A Miss Balaton 2024 győztese: Bábel Virág, I. Udvarhölgy: Ambrus Nikolett, II. Udvarhölgy: Sótonyi Boróka

### 2022
Miss Balaton 2022
A Miss Balaton 2022 győztese: Csupor Olívia
I. Udvarhölgy: Németh Vivien
II. Udvarhölgy: Czepek Kata

### 2019
Miss Balaton 2019 szépségverseny hatodik alkalommal került megrendezésre Balatonfüreden
A Miss Balaton 2019 győztese: Balogh Eleni, I. Udvarhölgy: Kulin Brigitta, II. Udvarhölgy: Lakatos Annabella

### 2014
Miss Balaton 2014
A Miss Balaton Szépségverseny célja, hogy bemutassa a nyár legszebb hölgyeit, és kiválassza közülük, a „Magyar tenger” királynőjét, aki egy évig méltón képviselheti a Balatont közéleti eseményeken, egész évben népszerűsítve azt.
A döntőre Balatonfüreden kerül sor 2014. augusztus 9-én.
Különdíjak:
Zsűri:
Műsorvezetők:

### 2008
Több, mint 300 jelentkező közül július 12-én választották ki a döntőbe jutó versenyzőket.
| Helyszín | Időpont            | Résztvevők száma | Győztes   | 2. helyezett    | 3. helyezett    |
| -------- | ------------------ | ---------------- | --------- | --------------- | --------------- |
| Siófok   | 2008. augusztus 9. | 16               | Papp Lili | Strasszer Anett | Schneider Lilla |

További résztvevők: Barati Ágnes, Burgony Júlia, Gégény Nikoletta, Horváth Judit Vivien, Kanyár Edina, Kárnyáczki Laura, Klusocki Rita, Kozma Veronika, Kovács Nóra, Lerch Ottília, Németh Ivett, Prancz Petra, Tepedelen Tímea
Különdíjak:
Zsűri:
Fellépő művészek: Demjén Rózsi,
Műsorvezetők:

#### Sió Miss Balaton Plusz
A Miss Balaton versenysorozat 10. évfordulóját ünnepelendő külön versenyt szerveztek a 25-36 éves korosztály számára, ahol nem volt feltétel a gyermektelenség és a hajadonság sem.
| Helyszín | Időpont            | Résztvevők száma | Győztes         | 2. helyezett   | 3. helyezett |
| -------- | ------------------ | ---------------- | --------------- | -------------- | ------------ |
| Siófok   | 2008. augusztus 9. | 10               | Somogyi Melinda | Balogh Katalin | Kiss Anita   |

További résztvevők: Bognár Mónika Napsugár, Korponai Noémi, Nemes Krisztina, Pavelka Beáta, Racsits Katalin, Soós Bernadett, Urbán Szilvia

### 2007
A siófoki Hotel Azúrban tartották az elődöntőt ahol 250-en vettek részt. Ebben az évben a 30 éves hölgyek részére Sió Miss Balaton '77 néven külön versenyt szerveztek.
| Helyszín | Időpont            | Résztvevők száma | Győztes                | 2. helyezett  | 3. helyezett     |
| -------- | ------------------ | ---------------- | ---------------------- | ------------- | ---------------- |
| Siófok   | 2007. augusztus 3. | 16               | dr. Finta Eszter Klára | Dammak Jázmin | Wintsche Orsolya |

További résztvevők: Baranyi Anita, Deák Edina, Farkas Zsuzsanna, Hámori Enikő, Ható Júlia, Heincz Eszter, Komenda Mónika, Kupovics Lilla, Oláh Noémi, Ország Dóra Bernadett, Polgár Ildikó, Schmuczer Bernadett, Serdült Orsolya
Különdíjak:
Műsorvezetők: Magony Szilvia, Abaházi Csaba
Zsűri: Jáksó László, Hajas László, Szűcs Judit, Gianni Annoni, Zimány Linda
Fellépő művészek: Charlie,

#### Sió Miss Balaton '77
A verseny fő szponzora 2007-ben ünnepelte alapítása 30. évfordulóját, ezért ennek megünneplésére Sió Miss Balaton '77 néven külön versenyt indítottak a 2007-ben 30. évüket betöltőknek. A hagyományos mezőnnyel ellentétben jelentkezhetett férjezett és gyermekes versenyző is.
| Helyszín | Időpont            | Résztvevők száma | Győztes      | 2. helyezett    | 3. helyezett |
| -------- | ------------------ | ---------------- | ------------ | --------------- | ------------ |
| Siófok   | 2007. augusztus 3. | 8                | Kávási Anikó | Racsits Katalin | Németh Erika |

További résztvevők: Alvarez Fernandóné Ambrus Lilla, Berettyán Mónika, Lájer Adrienn, Pap Gabriella, Szabó Renáta

### 2006
A siófoki Hotel Azúrban tartották az elődöntőt 2006. július 15-én, ahol 250-en vettek részt. Az elődöntő zsűrijének tagja volt Gombosi Adrienn, az előző évi győztes, Kásás Tamás vízilabdázó és Hajas László mesterfodrász. A zsűri 33 versenyzőt juttatott a középdöntőbe, ahonnan 16-an jutottak tovább az augusztus 4-i siófoki döntőbe.
| Helyszín | Időpont            | Résztvevők száma | Győztes      | 2. helyezett      | 3. helyezett     |
| -------- | ------------------ | ---------------- | ------------ | ----------------- | ---------------- |
| Siófok   | 2006. augusztus 4. | 16               | Zimány Linda | Horváth Krisztina | Maximovics Anett |

További résztvevők: Bálizs Anett, Bódogh Edina, Bodri Szilvia, Bozorádi Linda, Erdélyi Dalma, Finta Eszter Klára, Heincz Eszter, Knoll Márta, Polgár Ildikó, Rácz Anett, Sipos Szilvia, Strasszer Anett, Toldi Zsuzsanna,
Különdíjak:
- Közönségdíj: Heincz Eszter

Zsűri: Gombosi Adrienn előző évi győztes, Fésűs Nelly, Hajas László, dr. Seffer István
Fellépő művészek: Crystal együttes, Fortissimo Fúvóskvartett, Budapest Táncstúdió
Műsorvezetők: Világi Péter, Varga Edit

### 2005
A versenyre 230-an jelentkeztek. Az elődöntőt 2005. július 9-én tartották a Club Aligában. Az elődöntő zsűrijének tagja volt Jónás Eszter, az előző évi győztes, Gubás Gabi színésznő és Kamarás Iván színész. A zsűri 32 versenyzőt juttatott a középdöntőbe, ahonnan 16-an jutottak tovább az augusztus 5-i siófoki döntőbe.
| Helyszín | Időpont            | Résztvevők száma | Győztes         | 2. helyezett     | 3. helyezett     |
| -------- | ------------------ | ---------------- | --------------- | ---------------- | ---------------- |
| Siófok   | 2005. augusztus 5. | 16               | Gombosi Adrienn | Polgár Krisztina | Wintsche Orsolya |

További résztvevők: Balássy Emőke, Bódogh Edina, Dobrády Tímea Katalin, Görgényi Gabriella, Halász Enikő, Kiss Erika, Papp Lili, Tóth Viktória, Balkányi Csilla, Bodri Krisztina, Grúber Olívia, Horváth Krisztina, Nemesvári Krisztina
Különdíjak:
Zsűri: Kamarás Iván,
Fellépő művészek: Edvin Marton, Zsédenyi Adrienn, Savaria Táncegyüttes
Műsorvezetők:

### 2004
A július 10-én 130 jelentkezővel a Club Aligában tartott középdöntő után 16 versenyző jutott be a Siófokon 2003. augusztus 6-án tartott döntőbe.
| Helyszín | Időpont            | Résztvevők száma | Győztes      | 2. helyezett  | 3. helyezett  |
| -------- | ------------------ | ---------------- | ------------ | ------------- | ------------- |
| Siófok   | 2004. augusztus 6. | 16               | Jónás Eszter | Erdélyi Dalma | Molnár Andrea |

További résztvevők: Bajdik Erika, Balássy Emőke, Csonka Berta, Görgényi Gabriella, Hollár Judit, Kacziba Tímea, Lónyai Linda Ivett, Mihócs Alexandra, Minczér Dóra, Orosz Judit, Palkovics Ágnes, Rózsás Anett, Vida Nikolett,
Különdíjak:
- Közönségdíj: Csonka Berta

Zsűri: Ungár Anikó bűvész, Gianni Annoni,
Műsorvezetők: Demcsák Zsuzsa, Suri Imre
Fellépő művészek: Fiesta együttes, Zsédenyi Adrienn, Fresh együttes

### 2003
A döntőt Siófokon 2003. augusztus 8-án tartották meg.
| Helyszín | Időpont            | Résztvevők száma | Győztes        | 2. helyezett     | 3. helyezett |
| -------- | ------------------ | ---------------- | -------------- | ---------------- | ------------ |
| Siófok   | 2003. augusztus 8. | 16               | Sándor Orsolya | Polgár Krisztina | Zsíros Anna  |

További résztvevők: Debreczeni Zita, Jónás Eszter, Kicska Zsuszanna, Köteles Anna, Molnár Andrea, Strasszer Anett, Zimány Linda, Gráczol Szilvia, Karajkó Judit, Kínál Dóra, Mák Kata Virág, Pantinchin Edina, Uj Bianka
Különdíjak:
Zsűri: Ungár Anikó bűvész, Besenyei Péter műrepülő-világbajnok, Sütő Enikő modell és üzletasszony, Barna János
Fellépő művészek: Havasi Balázs zongoraművész, St. Martin, Princess
Műsorvezető: Demcsák Zsuzsa

### 2002
A döntőt Balatonlellén tartották 2002. augusztus 9-én.
| Helyszín     | Időpont            | Résztvevők száma | Győztes        | 2. helyezett     | 3. helyezett  |
| ------------ | ------------------ | ---------------- | -------------- | ---------------- | ------------- |
| Balatonlelle | 2002. augusztus 9. | 16               | Lengyel Andrea | Perger Zsuzsanna | Erdélyi Dalma |

További résztvevők: Eszes Bianka, Gyetván Annamária, Hohl Enikő, Hollár Judit, Horváth Linda, Kicska Zsuzsanna, Lamos Andrea, Lángi Anita, Mák Kata Virág, Nagy Enikő, Paudics Angelina, Schranc Tünde, Uj Bianka
Különdíjak:
Zsűri: Ungár Anikó bűvész, Fejérvári Judit fotós és modell, Krizsán Győző mesterfodrász, Dr. Seffer István sebész, Kozma Glória előző évi győztes, valamint a verseny támogatóinak képviselői.
Fellépő művészek: gyermek saolin kungfu-bajnokok, Inflagranti zenekar, Sugar & Spice zenekar
Műsorvezetők: Papp Virág és Suri Imre

### 2001
A versenyt ebben az évben Lee Miss Balaton 2001 címen rendezték meg. A Club Aligában 2001. július 14-én tartott elődöntőn 90 versenyző közül választották ki a 16 döntős résztvevőt. A döntőt Balatonlellén rendezték meg augusztus 3-án. A döntősök versenyre való felkészítésének része volt, hogy hoszteszként részt vettek a Balaton Szelet Vízikarnevál Balatonalmádiban tartott fordulóján.
| Helyszín     | Időpont            | Résztvevők száma | Győztes            | 2. helyezett | 3. helyezett    |
| ------------ | ------------------ | ---------------- | ------------------ | ------------ | --------------- |
| Balatonlelle | 2001. augusztus 3. | 16               | Kozma Glória Lilla | Piros Renáta | Debreczeni Zita |

További résztvevők: Ambrus Éva, Bilicki Erika, Gyetván Annamária, Horváth Linda, Ivánkovics Kinga, Kapronczai Franciska, Milityevity Daniella, Proksa Szandra, Sárosi Brigitta, Stampok Anita, Szabó Erika, Szilágyi Viktória, Tóth Diána
Különdíjak:
Zsűri: Delhusa Gjon, Béres Alexandra, Pokrivtsák Mónika, Benke László, Palotás János, Zubor Attila valamint a verseny támogatóinak képviselői.
Fellépő művészek: Delhusa Gjon, Emergency House, Fitness-növendékek
Műsorvezetők: Erős Antónia és Suri Imre

### 2000
A verseny elődöntőjét Balatonalmádiban tartották 72 versenyző részvételével. Az augusztus 4-i döntőbe 18-an jutottak be.
| Helyszín     | Időpont            | Résztvevők száma | Győztes        | 2. helyezett | 3. helyezett     |
| ------------ | ------------------ | ---------------- | -------------- | ------------ | ---------------- |
| Balatonlelle | 2000. augusztus 4. | 18               | Magony Szilvia | Tari Tímea   | Perger Zsuzsanna |

További résztvevők: Beri Krisztina, Ecser Nikoletta, Farkas Hajnalka, Franczia Diána, Gályer Mária, Hévízi Bernadett, Kiss Léna, Kovács Emese, Kozma Glória Lilla, Ligethy Éva, Ónodi Réka, Pusztai Katalin, Schneider Andrea Jennifer, Stampok Anita, Szabó Zsófia
Különdíjak:
- Legszebb láb: Tari Tímea
- Közönségdíj: Tari Tímea
- Sopexa különdíja:

Zsűri:
Fellépő művészek:
Műsorvezetők:

### 1999
A versenyre, melynek válogatóját 1999. [úlius 22-én Balatonalmádiban tartották, 81 jelentkező nevezett be a megadott határidőig, de többen a jelentkezési határidő lejárta után küldték el nevezésüket, nekik szintén volt lehetőségük az elődöntőn való részvételre.
A verseny döntőjét 1999. augusztus 4-én tartották Balatonlellén. A versenyre való felkészülésként a versenyzők néhány napot a balatonlellei borhéten és más idegenforgalmi rendezvényeken dolgoztak, mint a hosztesszek. A győztes egy Gera Katalin szobrászművész által készített sellő-szobrot kapott ajándékba.
| Helyszín     | Időpont            | Résztvevők száma | Győztes      | 2. helyezett         | 3. helyezett              |
| ------------ | ------------------ | ---------------- | ------------ | -------------------- | ------------------------- |
| Balatonlelle | 1999. augusztus 4. | 17               | Jandzsó Réka | Csütörtöki Zsuzsanna | Schneider Andrea Jennifer |

További résztvevők: Bödő Noémi, Dubay Adrienn, Egri Ágota, Gáspár Melinda, Girán Brigitta, György Erika, Huszár Mónika, Kaltenecher Zsuzsanna, Magony Szilvia, Milityevity Daniella, Piroska Adrienn, Szarka Ildikó, Szigeti Zsuzsa, Zakor Katalin
Különdíjak:
- Közönségdíj: Jandzsó Réka

Zsűri:
Fellépő művészek:
Műsorvezetők: